# Chochol'skij rajon
Il Chochol'skij rajon (in russo Хохольский район?) è un rajon dell'Oblast' di Voronež, in Russia; il capoluogo è Chochol'skij. Istituito nel 1935, ricopre una superficie di 1.470 km².